# Argentinas nationalkongress
Argentinas nationalkongress (formellt på spanska: Congreso de la Nación Argentina) är Argentinas lagstiftande församling. Den består av en senat och en deputeradekammare.
Till senaten skickar de 22 delstaterna, det federala distriktet Buenos Aires och nationella territoriet Tierra del Fuego tre ledamöter vardera. De väljs på 6 år. Republikens vicepresident är ex officio president i senaten. Deputeradekammarens har 257 ledamöter (1 per 100 000 invånare) och väljs på fyra år. Hälften av kammaren förnyas vartannat år.
Både deputeradekammare och senaten möter i samma byggnaden i Buenos Aires. Kongressbyggnaden är öppen för turister.